# يزن مدني
يزن لؤي مدني، لاعب كرة سعودي محترف ، يلعب كظهير أيسر في نادي إغناتيا الألباني.

## مسيرة اللاعب
لعب في النادي الأهلي في الفئات السنية و وقع عقد إحترافي نادي إغناتيا الألباني في صيف 2024.